# Monoklonalno antitelo
Monoklonska antitela (mAb ili moAb) su monospecifična antitela koja su međusobno identična, jer su napravljena iz identičnih imunskih ćelija koje su klonovi jedne ćelije roditelja. To je u kontrastu sa poliklonskim antitelima, koja se formiraju iz nekoliko različitih imunskih ćelija. Monoklonska antitela imaju monovalentni afinitet, u smislu da se vezuju za isti epitop.
Za skoro svaku supstancu je moguće proizvesti monoklonska antitela koja se specifično vezuju za nju. Ona se zatim mogu koristiti za detekciju ili prečišćavanje te supstance. Monoklonska antitela su postala važno oruđe u biohemiji, molekularnoj biologiji i medicini. Kad se korite kao lekovi, njihova imena se završavaju sa sufiksom -mab.

## Otkriće
Ideju „magičnog metka“ je prvi predložio Paul Erlih, koji je početkom 20. veka postulirao da ako bi se moglo napraviti jedinjenje koje se selektivno vezuje za organizam koji uzrokuje bolest, onda bi se toksin za taj organizam mogao isporučiti zajedno sa agensom selektivnosti. On i Ilja Iljič Mečnikov su dobili Nobelovu nagradu za fiziologiju i medicinu 1908. za taj rad, koji je doveo do razvoja efektivnog tretmana za sifilis do 1910.
Tokom 1970-tih, B-ćelijski kancer multipli mijelom bio je poznat, kao i da sve kancerozne B-ćelije proizvode jedan tip antitela (paraprotein). To je korišćeno za izučavanje strukture antitela, ali još uvek nije bilo moguće proizvesti identična antitela koja su specifična za dati antigen.
Produkcija monoklonskih antitela korišćenjem hibridnih ćelija čoveka i miša opisana je 1973, i dalje razvijena tokom narednih godina. Ključna ideja je bila da se spoje linije mijeloma ćelija koje su izgubile sposobnost da izlučuju antitela sa zdravim B-ćelijama koje proizvode antitela. Uspešnom izolacijom stopljenih ćelija formirano je veoma korisno oruđe za dalje istraživanje antitela.
Greg Vinter i njegov tim su 1988. razvili tehniku za humanizaciju monoklonskih antitela, čime su uklonjene neželjene reakcije koje su mnoga antitela uzrokovala kod dela pacijenata.

## Spoljašnje veze
- [https://web.archive.org/web/20130227085011/http://www.1lec.com/Immunology/Monoclonal%20Antibodies/index.html
- [https://web.archive.org/web/20130112205725/http://users.rcn.com/jkimball.ma.ultranet/BiologyPages/M/Monoclonals.html
- Monoclonal+antibodies на 
- [http://www.antibodypedia.com